# Terauchiana
Terauchiana är ett släkte av insekter. Terauchiana ingår i familjen sporrstritar.
Kladogram enligt Catalogue of Life:
| Terauchiana | \| \| Terauchiana nigripennis \| \| \| \| \| \| Terauchiana singularis \| \| \| \| |
|             | \| \| Terauchiana nigripennis \| \| \| \| \| \| Terauchiana singularis \| \| \| \| |
|             | Terauchiana nigripennis                                                            |
|             |                                                                                    |
|             | Terauchiana singularis                                                             |
|             |                                                                                    |